# The Sound of My Tears
"The Sound of My Tears" är en slow jam framförd av den kanadensiska sångerskan Deborah Cox, komponerad av henne själv och musikproducenten Keith Crouch för Coxs självbetitlade debutalbum.
I låten sjunger framföraren om sin ensamhet när kärleksintresset inte är närvarande. "The Sound of My Tears" gavs ut som skivans femte och näst sista singel den 25 november 1996. Singeln hade rättvis framgång på USA:s musiklistor med tanke på dess småskaliga marknadsföring som inte innefattade någon musikvideo eller liveframträdanden i TV. Låten gick in på USA:s R&B-singellista Hot R&B/Hip-Hop Songs den 21 december 1996 och debuterade på en 63:e plats. Följande vecka klättrade singeln 12 placeringar och nådde sin topp-position; en 51:a plats. "The Sound of My Tears" kvarhöll platsen i ytterligare fyra veckor innan singeln föll ned till en 62:a plats. Singeln gick in på USA:s Billboard Hot 100 den 11 februari följande år men tog sig aldrig upp ur de nedre regionerna på den listan.

## Format och innehållsförteckningar
- Amerikansk CD-singel

1. "The Sound of My Tears" (Radio Edit) - 4:32
2. "It Could've Been You" (Album Version) - 4:54

- Amerikansk CD/maxi-singel

1. "The Sound Of My Tears" - 4:51
2. "It Could've Been You" - 4:54
3. "It Could've Been You" (Mass Avenue Main Mix With Rap) [Featuring - Cool Lew] - 4:16
4. "It Could've Been You" (David Morales Club Mix II) - 12:08

## Listor
| Lista (1996)                                | Topp position |
| ------------------------------------------- | ------------- |
| Amerikanska Billboard Hot 100               | 97            |
| Amerikanska Billboard Hot R&B/Hip-Hop Songs | 51            |